# Detergent
Detergent je površinska ali mešanica površinsko aktivnih snovi z "lastnostjo čiščenja v razredčenih raztopinah."
V splošni uporabi se detergent nanaša na alkilbenzensulfonate, družino spojin, ki so podobne milu, vendar so manj odporne na vpliv trde vode.
V večini se v gospodinjstvu detergent uporablja kot detergent za perilo, za posodo, v druge namene kot milo in druge vrste čistilnih sredstev.
Detergenti so navadno na voljo v prahu ali koncentriranih raztopinah. Njihova dvojna narava nam omogoča mešanico hidrofobne spojine (kot sta olje in maščoba) z vodo. Detergenti so tudi sredstva za penjenje v različnem obsegu. Znani so tudi kot razmaščevalci, vendar se v vodi ne raztopijo vedno.

## Kemična klasifikacija detergentov
Detergenti so razvrščeni v tri širše skupine, ki so odvisne od električnega naboja površine.

### Anionski detergenti
Tipični anionski detergenti so alkilbenzensulfonati. Del anionov alkilbenzena je lipofilna, del anionov sulfonata pa je hidrofilna. Popularizirani sta bili dve vrsti in sicer tista, ki ima razvejano alkil skupino in tista z linearno alkil skupino.
Prve so bile v veliki meri prepovedane v gospodarsko naprednih družbah, ker so bile slabo razgradljive." . Na leto se proizvede približno 6 milijard kilogramov anionskih detergentov.

### Kationski detergenti
Kationski detergenti so podobni anionskim detergentom, tistim s hidrofobno komponento.

### Ne-ionski in zwitterionic detergenti
Tipični ne-ionski detergenti temeljijo na polioksietilenu ali glikozidu. Zwitterionski detergenti izhajajo iz prisotnosti enakega števila 1 in -1 računa kemijske skupine. Taki so pimerni za kavbojke.
HEGA in MEGA detergenti vsebujejo sladkor in alkohol.

## Uporaba detergentov

### Detergenti za pranje perila
Detergent se najbolj pogosto uporablja za čiščenje oblačil. Formulacije so kompleksne, kar kaže na različne zahteve za uporabo in konkurenčnem trgu. Na splošno velja, da detergenti vsebujejo mehčalce vode, belilo, encime, dišave in še veliko drugih sestavin.

### Dodatki goriva
Gorivo za čolne in gorivo motorjev koristi detergentu. Koncentracije so okoli 300 ppm. Tipični detergenti so amini in amidi, kot so poliizobuteneamin in poliizobuteneamid/ sukcinimid.

### Milo
Milo se nanaša na brezmilno tekoče čistilno sredstvo z rahlo kislim pH. . Milo se uporablja za čiščenje različnih izdelkov.